# Caleb Deschanel
Joseph Caleb Deschanel, född 21 september 1944 i Philadelphia, Pennsylvania, är en amerikansk filmfotograf och film- och TV-regissör. Han har blivit nominerad till en Oscar för bästa foto fem gånger vid Oscarsgalan. Han är far till skådespelarna Emily och Zooey Deschanel som han har med skådespelaren Mary Jo Deschanel.

## Filmografi i urval
- 1969 – Lanton Mills
- 1979 – Svarta hingsten
- 1979 – Välkommen Mr. Chance!
- 1979 – Rätta virket
- 1984 – Den bäste
- 1988 – Robinson Kruse
- 1994 – Polis ger servitris 2 miljoner i dricks
- 1996 – Den långa resan
- 1998 – Livet går vidare
- 1999 – Kärleksbrev
- 1999 – Anna och kungen
- 2000 – Patrioten
- 2003 – The Hunted
- 2003 – Timeline
- 2004 – National Treasure
- 2004 – The Passion of the Christ
- 2006 – Ask the Dust
- 2008 – Spiderwick
- 2009 – Allt för min syster
- 2012 – Abraham Lincoln: Vampire Hunter
- 2012 – Jack Reacher
- 2014 – Winter's Tale
- 2017 – Unforgettable